# Fazenda (Leotala)
Fazenda (Fazenda Algarve) ist ein osttimoresischer Ort im Suco Leotala (Verwaltungsamt Liquiçá, Gemeinde Liquiçá).
Das Dorf liegt an der Nordgrenze der Aldeia Hatumasi zum Suco Dato, am Südhang des Foho Fazenda, in einer Meereshöhe von 1053 m. Der Gipfel des Berges befindet sich bereits in Dato. Straßen führen vom Dorf nach Norden in die Nachbarorte Lebusalara (Suco Hatuquessi) und Lebuhei (Suco Dato) und weiter in die Gemeindehauptstadt Vila de Liquiçá. Nach Südwesten gelangt man zum Weiler Vazetida Algar und dem Dorf Hatumasi. Die Gebäude von Fazenda verteilen sich meist entlang der Straßen. Etwas abseits liegt im Westen die Grundschule Escola Básica Fazenda.
Im Südwesten des Ortes befindet sich die Plantage Fazenda Algarve. Die 290 Hektar große Plantage befindet sich als letzte in Osttimor seit der Kolonialzeit noch immer im Besitz derselben Familie.
Das Dorf liegt im regenreichsten Gebiet der Gemeinde Liquiçá. Hier werden Niederschläge von 2143 bis 2496 mm pro Jahr erreicht.